# Liste der Kulturgüter in Balerna
Die Liste der Kulturgüter in Balerna enthält alle Objekte in der Gemeinde Balerna im Kanton Tessin, die gemäss der Haager Konvention zum Schutz von Kulturgut bei bewaffneten Konflikten, dem Bundesgesetz vom 20. Juni 2014 über den Schutz der Kulturgüter bei bewaffneten Konflikten sowie der Verordnung vom 29. Oktober 2014 über den Schutz der Kulturgüter bei bewaffneten Konflikten unter Schutz stehen.
Objekte der Kategorien A und B sind vollständig in der Liste enthalten, Objekte der Kategorie C fehlen zurzeit (Stand: 1. Januar 2023).

## Kulturgüter
| Foto |                                                                     | Objekt                                                                                          | Kat. | Typ | Standort                                 | Beschreibung |
| ---- | ------------------------------------------------------------------- | ----------------------------------------------------------------------------------------------- | ---- | --- | ---------------------------------------- | ------------ |
| ja   | Datei hochladen · Wikidata zu Stiftskirche San Vittore (Q3672205)   | Komplex der Stiftskirche San Vittore / Complesso della Collegiata di San Vittore KGS-Nr.: 05261 | A    | G   | Via San Gottardo 98a 721902 / 78778      |              |
| ja   | Datei hochladen · Wikidata zu Burgruine Pontegana (Q29527015)       | Pontegana, mittelalterliche Burgruine / Pontegana, ruderi del castello medievale KGS-Nr.: 05262 | A    | F/G | Via Pontegana 722530 / 78050             |              |
| ja   | Datei hochladen · Wikidata zu Allgemeine Lagerhäuser (Q29527009)    | Allgemeine Lagerhäuser / Magazzini Generali KGS-Nr.: 10265                                      | A    | G   | Via Magazzini Generali 14 722268 / 77580 |              |
| BW   | Datei hochladen · Wikidata zu Villa Vescovile (Q29883883)           | Villa Vescovile KGS-Nr.: 05263                                                                  | B    | G   | Strada Regina 6 721936 / 78855           |              |
| BW   | Datei hochladen · Wikidata zu Archiv der Moderne (Q27485101)        | Archiv der Moderne / Archivio del Moderno KGS-Nr.: 08946                                        | B    | S   | Via Magazzini Generali 14 722268 / 77580 |              |
| ja   | Datei hochladen · Wikidata zu Kirche Madonna a Pontegana (Q3667802) | Kirche Madonna a Pontegana / Chiesa della Madonna a Pontegana KGS-Nr.: 11914                    | B    | G   | Via Pontegana 17 722417 / 77987          |              |
| BW   | Datei hochladen · Wikidata zu Friedhof (Q87211103)                  | Friedhof / Cimitero KGS-Nr.: 17201                                                              | B    | G   | Via San Gottardo 721802 / 78515          |              |
| BW   | Datei hochladen · Wikidata zu SBB Kommandozentrale (Q117139954)     | SBB-Kommandozentrum / Centrale di comando FFS KGS-Nr.: 17202                                    | B    | G   | Via Sottobisio 38d 721869 / 77877        |              |